# 丁荣余
丁荣余（1968年—），江苏高邮人，汉族，中华人民共和国政治人物、第十二届全国人民代表大会江苏地区代表。
毕业于山东大学马克思主义哲学专业，加入中国共产党。2013年，被选为全国人大代表。